# Shelly Woods
Rochelle "Shelly" Woods (nacida el 4 de junio de 1986) es una atleta paralímpica élite británica. Es una atleta T54 que compite corredora de silla de ruedas en eventos de media y larga distancia. Ha competido en dos Juegos Paralímpicos, Pekín 2008 y Londres 2012, donde ganó tres medallas. También es una atleta de maratón de clase mundial, ganando la carrera de élite en silla de ruedas para mujeres en el maratón de Londres 2007 y 2012.

## Biografía
Woods nació el 4 de junio de 1986 en el  suburbio de Layton en Blackpool, Lancashire. A la edad de 11 años cayó desde un árbol de 20   ft, lo que resultó en una lesión permanente de su médula espinal en la vértebra T12-L1 (paraplejía) y requiere que use una silla de ruedas.

## Carrera
Siempre había sido un deportista entusiasta y, después de su lesión, continuó haciendo deporte, como baloncesto en silla de ruedas y natación. Finalmente decidió comprometerse con el atletismo, declarando en una entrevista de 2011 que tomó la decisión de enfocarse en las carreras, "porque fue lo más difícil". Fue identificada por primera vez como una atleta potencial de lanzamiento, pero cambió a las carreras bajo el consejo de su primer entrenador, Andrew Gill. Gill y Woods se separaron amigablemente cuando ella tenía 17 años, ya que Gill creía que la había llevado tan lejos como podía y quería ver a Woods progresar bajo otro entrenador.  Eventualmente se asoció con el entrenador especializado en sillas de ruedas, Andrew Dawes.
En 2004, estableció el récord del curso femenino para el Medio Maratón de Lectura, establecido en 66 minutos y 37 segundos. Como atleta en silla de ruedas, ha logrado un éxito considerable al haber ganado la Great North Run en 2005, estableciendo un nuevo récord británico para la media maratón en el proceso. También posee el récord nacional de más de 5,000 metros y ganó medallas de plata en su primer maratón de Londres en 2005 y nuevamente en 2006. 
El 22 de abril de 2007, ganó la carrera de mujeres en el maratón de Londres por primera vez en un tiempo récord de 1:50:40.
En representación del equipo GB en los Juegos Paralímpicos de Verano de 2008 en Pekín, ganó una medalla de bronce en la final de silla de ruedas de 5.000 metros. Habiendo sido originalmente galardonada con plata por el segundo lugar el 8 de septiembre, una controversial protesta que surgió de una colisión múltiple (seis atletas se estrellaron) en la recta final llevó a que la carrera se volviera a organizar cuatro días después. Woods luego ganó una medalla de plata en los 1500 m, terminando muy fuertemente para vencer a Edith Hunkeler de Suiza en la línea, y quedó cuarta en la maratón. 
También representó al Equipo GB en los Juegos Paralímpicos de Verano de 2012 en Londres, donde ganó una medalla de plata en el maratón femenino. Ocupó el sexto lugar en los 1500 m, el octavo en los 5000 m y el tercero en las series de los 800 m, pero no pudo clasificarse para la final.
Compitió en los Juegos de la Mancomunidad de 2014 y terminó sexta en los 1500 m antes de llegar a tres quintos lugares en el Campeonato Europeo de Atletismo IPC 2014 en Swansea.
En septiembre de 2014, registró una mrarmemejor medio maratón personal  (50.36) para ganar el BUPA Great North Run.